# Fisklösen (Tjärstads socken, Östergötland)
Fisklösen är en sjö i Kinda kommun i Östergötland och ingår i Motala ströms huvudavrinningsområde.